# 沙姆斯丁·努尔国际机场

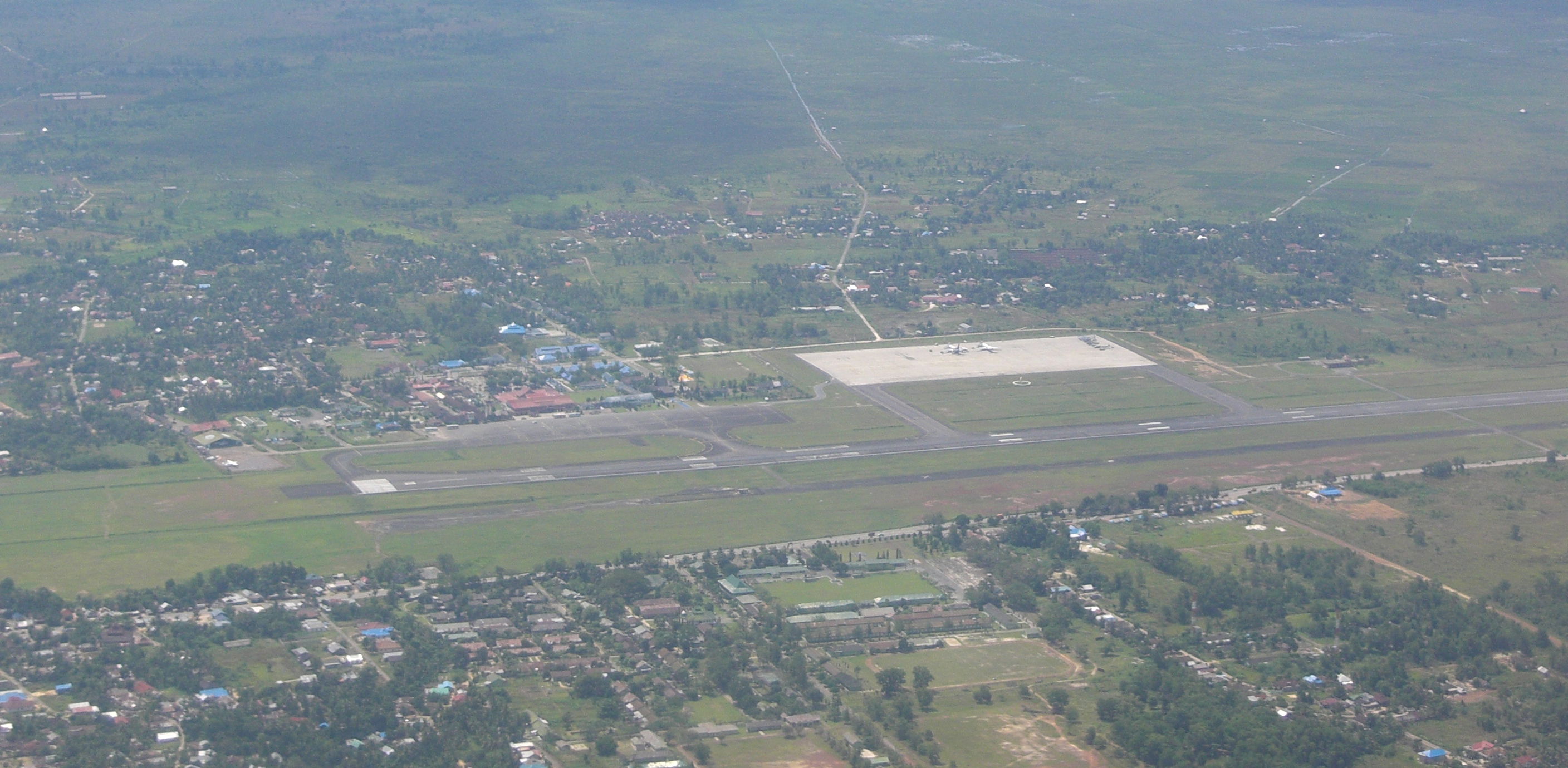
从飞机上俯瞰马辰机场

沙姆斯丁·努尔国际机场（印尼语：Bandar Udara Internasional Syamsudin Noor）是印度尼西亚南加里曼丹省的一座机场，位于班贾尔巴鲁市兰达桑乌林区（Landasan Ulin）境内，服务马辰和班贾尔巴鲁两座城市，距离马辰市区25千米、班贾尔巴鲁市区10千米。2017年，沙姆斯丁·努尔国际机场共运送旅客530万人次。

## 历史
沙姆斯丁·努尔国际机场最初名为“乌林机场”（Ulin），在第二次世界大战日占时期修建，旧址靠近现在的机场南部区域。由于被盟军轰炸，跑道严重损毁，日军决定在其北部修建一条平行的跑道，该跑道一直使用至今。日本战败后，1948年，荷属印度民政局继续修建这条跑道，当时在跑道下垫了10厘米厚的石子作为硬化工程。印度尼西亚联邦共和国成立后，机场移交地方政府和印尼工务部管理，1961年移交交通部民航总局。1970年更名为沙姆斯丁·努尔机场，得名于南加省的航空英雄沙姆斯丁·努尔，他于1950年执行飞行任务时在西爪哇省加隆贡火山撞山坠机。
1975至1977年间，一条新的跑道建成，可以容纳道格拉斯DC-9这样的喷气式飞机起降。1975年，国防部、交通部、财政部决定将沙姆斯丁·努尔机场完全转变为民用机场，由交通部管理。1992年移交第一机场经营公司。
1994年，机场扩建，可以容纳波音737-300型客机起降。2003年再次扩建后，可以容纳波音767-300ER起降，停机坪可同时停放七架宽体飞机。2013年，年客运容量仅400万人次的沙姆斯丁·努尔机场运送了550万名乘客，机场已经超负荷运转。原计划新一轮的机场扩建工程可在2014年末完成，但是征地问题得不到解决，扩建工程拖延到2017年才动工。最终，新一轮扩建工程于2019年12月完成。航站楼从9,000平方米扩建到77,569平方米，可承担1,000万人次的年客运量，新航站楼在2019年12月11日投入使用。扩建后的停机坪可容纳20架飞机停放，包括2架波音747、2架波音777、2架波音767、12架波音737和2架ATR。跑道也从2,500×45米扩建到3,000×45米。

## 航空公司和目的地
| 航空公司       | 目的地                                                                         |
| -------------- | ------------------------------------------------------------------------------ |
| 连城航空       | 三宝垄、泗水、日惹-国际                                                        |
| 嘉鲁达印尼航空 | 巴厘巴板、雅加达-苏哈 朝觐：吉达                                               |
| 狮子航空       | 巴厘巴板、巴厘岛、雅加达-苏哈、西爪哇、望加锡、龙目岛、三宝垄、泗水、日惹-国际 |
| 楠航空         | 巴图里新、哥打巴鲁、坤甸、三马林达、桑皮特                                     |
| 翎亞航空       | 巴厘巴板                                                                       |
| 飞翼航空       | 巴厘巴板、巴图里新、哥打巴鲁                                                   |
| 快速航空       | 三宝垄                                                                         |

## 事故
- 1980年1月13日，嘉鲁达印尼航空一架道格拉斯DC-9（注册号PK-GND）在沙姆斯丁·努尔机场重着陆，飞机损毁至无法修复程度，事故中没有伤亡。
- 1989年1月4日，包拉印尼航空（英语：Bouraq Indonesia Airlines）一架HS748（英语：Hawker Siddeley HS 748）降落沙姆斯丁·努尔机场时，因起落架无法放下，最终机腹着陆。[10]
- 1992年8月28日，包拉印尼航空（英语：Bouraq Indonesia Airlines）一架维克斯子爵（注册号PK-IVX）在起飞时发动机起火，损毁至无法修复程度。[11]
- 2013年8月16日，嘉鲁达印尼航空一架波音737-8U3（注册号PK-GMH）在沙姆斯丁·努尔机场降落时前轮转向发生故障，被拖离跑道。
- 2016年4月16日，卡尔星空航空一架ATR 72-500（注册号PK-KSC）运行从马辰飞往哥打巴鲁的KD931航班时，机组人员发现一号发动机起火，15分钟后迫降返回沙姆斯丁·努尔机场，事故中没有人员伤亡。